# Vintersolståndet
| Symbol för solstånd och dagjämningar | Tidpunkter för dagjämningarna och solstånden (UTC+00) | Tidpunkter för dagjämningarna och solstånden (UTC+00) | Tidpunkter för dagjämningarna och solstånden (UTC+00) | Tidpunkter för dagjämningarna och solstånden (UTC+00) | Tidpunkter för dagjämningarna och solstånden (UTC+00) | Tidpunkter för dagjämningarna och solstånden (UTC+00) | Tidpunkter för dagjämningarna och solstånden (UTC+00) | Tidpunkter för dagjämningarna och solstånden (UTC+00) | Tidpunkter för dagjämningarna och solstånden (UTC+00) |
| Symbol för solstånd och dagjämningar | Vårdagjämning Mars                                    | Vårdagjämning Mars                                    | Sommarsolstånd Juni                                   | Sommarsolstånd Juni                                   | Höstdagjämning September                              | Höstdagjämning September                              | Vintersolstånd December                               | Vintersolstånd December                               |                                                       |
| År | Dag                                                   | Tid                                                   | Dag                                                   | Tid                                                   | Dag                                                   | Tid                                                   | Dag                                                   | Tid                                                   |                                                       |
| --- | ----------------------------------------------------- | ----------------------------------------------------- | ----------------------------------------------------- | ----------------------------------------------------- | ----------------------------------------------------- | ----------------------------------------------------- | ----------------------------------------------------- | ----------------------------------------------------- | ----------------------------------------------------- |
| 2010 | 20                                                    | 17:32:13                                              | 21                                                    | 11:28:25                                              | 23                                                    | 03:09:02                                              | 21                                                    | 23:38:28                                              |                                                       |
| 2011 | 20                                                    | 23:21:44                                              | 21                                                    | 17:16:30                                              | 23                                                    | 09:04:38                                              | 22                                                    | 05:30:03                                              |                                                       |
| 2012 | 20                                                    | 05:14:25                                              | 20                                                    | 23:09:49                                              | 22                                                    | 14:49:59                                              | 21                                                    | 11:12:37                                              |                                                       |
| 2013 | 20                                                    | 11:02:55                                              | 21                                                    | 05:04:57                                              | 22                                                    | 20:44:08                                              | 21                                                    | 17:11:00                                              |                                                       |
| 2014 | 20                                                    | 16:57:05                                              | 21                                                    | 10:51:14                                              | 23                                                    | 02:29:05                                              | 21                                                    | 23:03:01                                              |                                                       |
| 2015 | 20                                                    | 22:45:09                                              | 21                                                    | 16:38:55                                              | 23                                                    | 08:20:33                                              | 22                                                    | 04:48:57                                              |                                                       |
| 2016 | 20                                                    | 04:30:11                                              | 20                                                    | 22:34:11                                              | 22                                                    | 14:21:07                                              | 21                                                    | 10:44:10                                              |                                                       |
| 2017 | 20                                                    | 10:28:38                                              | 21                                                    | 04:24:09                                              | 22                                                    | 20:02:48                                              | 21                                                    | 16:28:57                                              |                                                       |
| 2018 | 20                                                    | 16:15:27                                              | 21                                                    | 10:07:18                                              | 23                                                    | 01:54:05                                              | 21                                                    | 22:23:44                                              |                                                       |
| 2019 | 20                                                    | 21:58:25                                              | 21                                                    | 15:54:14                                              | 23                                                    | 07:50:10                                              | 22                                                    | 04:19:25                                              |                                                       |
| 2020 | 20                                                    | 03:50:36                                              | 20                                                    | 21:44:40                                              | 22                                                    | 13:31:38                                              | 21                                                    | 10:02:19                                              |                                                       |
| 2021 | 20                                                    | 09:37:27                                              | 21                                                    | 03:32:08                                              | 22                                                    | 19:21:03                                              | 21                                                    | 15:59:16                                              |                                                       |
| 2022 | 20                                                    | 15:33:23                                              | 21                                                    | 09:13:49                                              | 23                                                    | 01:03:40                                              | 21                                                    | 21:48:10                                              |                                                       |
| 2023 | 20                                                    | 21:24:24                                              | 21                                                    | 14:57:47                                              | 23                                                    | 06:49:56                                              | 22                                                    | 03:27:19                                              |                                                       |
| 2024 | 20                                                    | 03:06:21                                              | 20                                                    | 20:50:56                                              | 22                                                    | 12:43:36                                              | 21                                                    | 09:20:30                                              |                                                       |
| 2025 | 20                                                    | 09:01:25                                              | 21                                                    | 02:42:11                                              | 22                                                    | 18:19:16                                              | 21                                                    | 15:03:01                                              |                                                       |
| 2026 | 20                                                    | 14:45:53                                              | 21                                                    | 08:24:26                                              | 23                                                    | 00:05:08                                              | 21                                                    | 20:50:09                                              |                                                       |
| 2027 | 20                                                    | 20:24:36                                              | 21                                                    | 14:10:45                                              | 23                                                    | 06:01:38                                              | 22                                                    | 02:42:04                                              |                                                       |
| 2028 | 20                                                    | 02:17:02                                              | 20                                                    | 20:01:54                                              | 22                                                    | 11:45:12                                              | 21                                                    | 08:19:33                                              |                                                       |
| 2029 | 20                                                    | 08:01:52                                              | 21                                                    | 01:48:11                                              | 22                                                    | 17:38:23                                              | 21                                                    | 14:13:59                                              |                                                       |
| 2030 | 20                                                    | 13:51:58                                              | 21                                                    | 07:31:11                                              | 22                                                    | 23:26:46                                              | 21                                                    | 20:09:30                                              |                                                       |
| 2031 | 20                                                    | 19:40:51                                              | 21                                                    | 13:17:00                                              | 23                                                    | 05:15:10                                              | 22                                                    | 01:55:25                                              |                                                       |
| 2032 | 20                                                    | 01:21:45                                              | 20                                                    | 19:08:38                                              | 22                                                    | 11:10:44                                              | 21                                                    | 07:55:48                                              |                                                       |
| 2033 | 20                                                    | 07:22:35                                              | 21                                                    | 01:00:59                                              | 22                                                    | 16:51:31                                              | 21                                                    | 13:45:51                                              |                                                       |
| 2034 | 20                                                    | 13:17:20                                              | 21                                                    | 06:44:02                                              | 22                                                    | 22:39:25                                              | 21                                                    | 19:33:50                                              |                                                       |
| 2035 | 20                                                    | 19:02:34                                              | 21                                                    | 12:32:58                                              | 23                                                    | 04:38:46                                              | 22                                                    | 01:30:42                                              |                                                       |
| 2036 | 20                                                    | 01:02:40                                              | 20                                                    | 18:32:03                                              | 22                                                    | 10:23:09                                              | 21                                                    | 07:12:42                                              |                                                       |
| 2037 | 20                                                    | 06:50:05                                              | 21                                                    | 00:22:16                                              | 22                                                    | 16:12:54                                              | 21                                                    | 13:07:33                                              |                                                       |
| 2038 | 20                                                    | 12:40:27                                              | 21                                                    | 06:09:12                                              | 22                                                    | 22:02:05                                              | 21                                                    | 19:02:08                                              |                                                       |
| 2039 | 20                                                    | 18:31:50                                              | 21                                                    | 11:57:14                                              | 23                                                    | 03:49:25                                              | 22                                                    | 00:40:23                                              |                                                       |
| 2040 | 20                                                    | 00:11:29                                              | 20                                                    | 17:46:11                                              | 22                                                    | 09:44:43                                              | 21                                                    | 06:32:38                                              |                                                       |
| 2041 | 20                                                    | 06:06:36                                              | 20                                                    | 23:35:39                                              | 22                                                    | 15:26:21                                              | 21                                                    | 12:18:07                                              |                                                       |
| 2042 | 20                                                    | 11:53:06                                              | 21                                                    | 05:15:38                                              | 22                                                    | 21:11:20                                              | 21                                                    | 18:03:51                                              |                                                       |
| 2043 | 20                                                    | 17:27:34                                              | 21                                                    | 10:58:09                                              | 23                                                    | 03:06:43                                              | 22                                                    | 00:01:01                                              |                                                       |
| 2044 | 19                                                    | 23:20:20                                              | 20                                                    | 16:50:55                                              | 22                                                    | 08:47:39                                              | 21                                                    | 05:43:22                                              |                                                       |
| 2045 | 20                                                    | 05:07:24                                              | 20                                                    | 22:33:41                                              | 22                                                    | 14:32:42                                              | 21                                                    | 11:34:54                                              |                                                       |
| 2046 | 20                                                    | 10:57:38                                              | 21                                                    | 04:14:26                                              | 22                                                    | 20:21:31                                              | 21                                                    | 17:28:16                                              |                                                       |
| 2047 | 20                                                    | 16:52:26                                              | 21                                                    | 10:03:16                                              | 23                                                    | 02:07:52                                              | 21                                                    | 23:07:01                                              |                                                       |
| 2048 | 19                                                    | 22:33:37                                              | 20                                                    | 15:53:43                                              | 22                                                    | 08:00:26                                              | 21                                                    | 05:02:03                                              |                                                       |
| 2049 | 20                                                    | 04:28:24                                              | 20                                                    | 21:47:06                                              | 22                                                    | 13:42:24                                              | 21                                                    | 10:51:57                                              |                                                       |
| 2050 | 20                                                    | 10:19:22                                              | 21                                                    | 03:32:48                                              | 22                                                    | 19:28:18                                              | 21                                                    | 16:38:29                                              |                                                       |
| Källa: Earth's Seasons — Naval Oceanography Portal (engelska) och från 2021 Solstice and Equinox Table Courtesy of Fred Espenak, www.Astropixels.com (engelska) |                                                       |                                                       |                                                       |                                                       |                                                       |                                                       |                                                       |                                                       |                                                       |

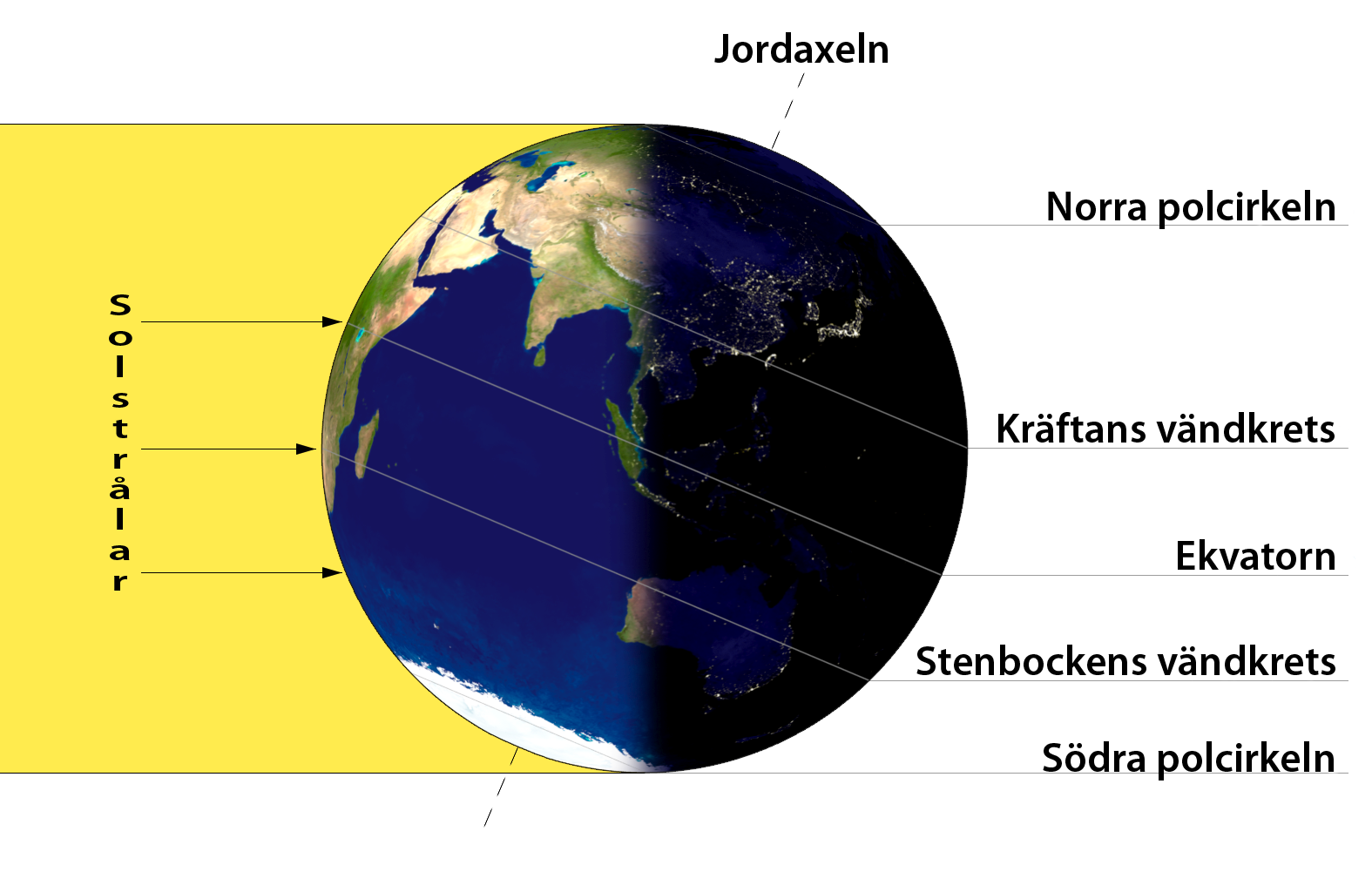
Illustration av jordens belysning av solstrålar i samband med vintersolståndet på norra halvklotet.

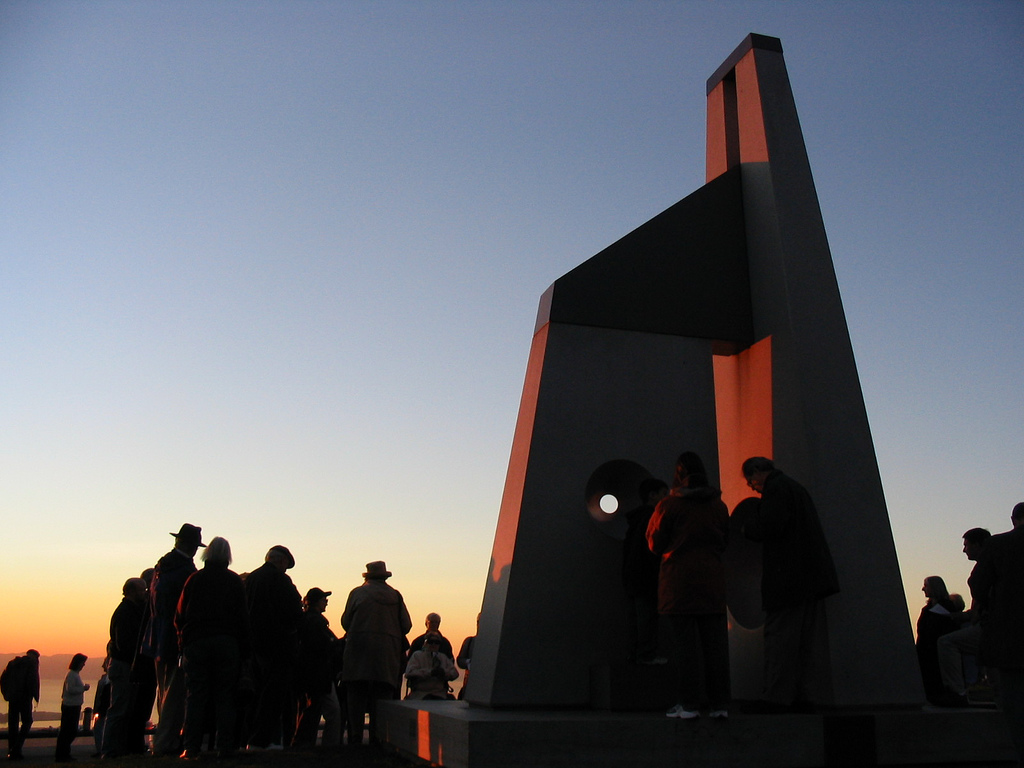
Vintersolståndet studeras år 2004 genom en skulptur, Sunstones, på Lawrence Hall of Science i Berkeley, Kalifornien, USA.

Vintersolståndet är tidpunkten på året när solen har sin lägsta middagshöjd, vilket sammanfaller med den kortaste dagen och den längsta natten – höknatten. Detta inträffar när jordens rotationsaxel lutar mest bort från solen. Detta sker två gånger om året – på norra halvklotet cirka 21–23 december, på södra halvklotet runt 20–23 juni. Motsvarande vintersolstånd uppträder hos andra planeter med fast axellutning, i förhållande till den stjärna som den kretsar runt. I länder på norra halvklotet med centraleuropeisk tid infaller vintersolståndet den 22 december år före skottår och den 21 december övriga år fram till och med 2050 (därefter infaller vintersolståndet den 22 december de två åren som föregår skottår, medan den på skottår och det därpå följande året infaller den 21 december).
På de allra flesta platser på jorden (untantagen ligger i ett mycket smalt band vid vardera polcirkeln) inträffar inte vintersolståndet på den dag då solen går upp senast i förhållande till en "vanlig klocka" som visar medelsoltid eller ned som tidigast i förhållande till en sådan klocka. Det är dock den dag på året då tiden mellan solens uppgång och dess nedgång har sitt lägsta värde under året på de flesta platser (undantagen ligger främst mellan polcirklarna och polerna där begreppen är "lösa" eftersom det här råder midnattsol på sommaren och polarnatt på vintern, men även kring ekvatorn förekommer skillnader eftersom dagarna här är nästan liklånga och tidpunkten för solens upp- och nedgång i förhållande till en "vanlig klocka", som visar medelsoltid, här nästan helt beror av tidsekvationen). Se vidare avsnittet Solens upp- och nedgång nedan.

## Beskrivning
Sett från jorden är vintersolståndet tidpunkten då solen antar sin minsta deklination, det vill säga då solen står som lägst på himlen. Detta blir således årets kortaste dag, räknat efter antal ljustimmar. När detta inträffar på norra halvklotet står solen i zenit över Stenbockens vändkrets, vilket brukar infalla någon gång mellan den 21 och 23 december. Vintersolståndet på södra halvklotet inträffar när solen står i zenit över Kräftans vändkrets, vilket brukar infalla någon gång mellan 20 och 23 juni. På grund av att ett genomsnittligt tropiskt år är 365 dagar, 5 timmar, 48 minuter och 45 sekunder förskjuts vintersolståndet i genomsnitt med dessa knappt 6 timmar framåt varje normalår och drygt 18 timmar bakåt varje skottår (vilka infaller var fjärde år). Att tidsförskjutningen inte är exakt 5 tim 48 min 45 s varje gång beror på nutationen och lägesstörningar på jorden och solen från de övriga planeterna och månen.
Vid norra halvklotets vintersolstånd lutar jordaxelns norra del bort från solen, vilket medför att det norra halvklotet då får sin kortaste dag och längsta natt. Norr om norra polcirkeln går då solen inte ens upp utan natt eller skymning råder även under den ljusaste delen av dygnet. Eftersom solen skiner strax under horisonten, så blir det mera skymning än natt. Ofta ligger även snö som sprider ljuset. 
Då råder så kallad polarvinter eller polarnatt (vilket man företrädesvis säger i Sverige) som blir längre ju närmare man kommer nordpolen. I Kiruna är det polarnatt från 12 till 31 december, i Tromsø och Kirkenes i Norge från 27 november till 15 januari, i Longyearbyen på Svalbard från 26 oktober till 16 februari. Nordpolens polarnatt varar i 175 dygn från 25 september till 18 mars. Omkring två veckor efter vintersolståndet, den 5 januari, befinner sig jorden som närmast solen, kallat perihelium.
Jordaxelns lutning i förhållande till ekliptikalplanet är 23,44 grader, men man måste även ta hänsyn till precessionen, som över lång tid är en variabel att beakta.
Eftersom förändringen i solens deklination är så låg kring solstånden bestäms solståndet genom passagen av solens mittpunkt genom solståndskoluren i astronomiska sammanhang.
Obs: I vidstående tabell anges tidpunktena för detta som UTC+00. Sverige har UTC+01, så för att få svensk tid får man lägga till 1 timme.

## I folkkultur, religion och historia
Inom olika religiösa system har vintersolståndet ofta uppfattats som betydelsefullt, och firandet av julen hade ursprungligen en koppling till vintersolståndet.[källa behövs] I den julianska kalendern, som infördes år 45 f.Kr. i Rom, inföll vintersolståndet ursprungligen den 25 december (kalendern hade påbörjats med 1 januari med den första fullmånen efter vintersolståndet). Men kalendern hade ett litet fel - den flyttade sig långsamt genom seklerna. Vid kyrkomötet i Nicaea år 325 inföll vintersolståndet den 22 december. År 1100 inföll det den 15 december och år 1500 den 12 december. Detta korrigerades i Sverige då den mer korrekta gregorianska kalendern infördes år 1753. Genom den nya gregorianska kalendern kom vintersolståndet att fortsättningsvis fixeras i tiden, till normalt den 22 december, samma datum som det hade inträffat vid kyrkomötet i Nicaea.
Vintersolståndet har haft stor betydelse i många kulturer. I romerska riket gavs veckan som omger vintersolståndet, 17–23 december, stor betydelse som tillbedjan av Saturnus  och andra jordbruksgudomar, (Saturnalia). Några folkseder knutna till saturnalie-firandet lever fortfarande i firandet av Jesu födelse. Inom judendomen är vintersolsåndet den första dagen av Tekufot tevet, då man enligt tradition inte ska dricka vatten som funnits lagrat i huset. I Iran infaller en av årets viktigaste högtider, Shab-e Yalda, vid vintersolståndet. Den förkristna julen, juldrickandet, ägde rum någon gång mellan slutet av oktober och mitten av januari, men kan möjligtvis ha inträffat mellan 14 november och 14 december, och haft med vintersolståndet att göra.

## Solens upp- och nedgång
Solen går inte, på de flesta platser, ned som tidigast eller upp som senast i förhållande till klockan (som visar medelsoltid för tidsmeridianen) vid vintersolståndet, utan detta sker tidigare respektive senare beroende på tidsekvationen, alltså före respektive efter vintersolståndet. Solnedgången "vänder" före vintersolståndet på eftermiddagen, medan soluppgången "vänder" efter vintersolståndet på förmiddagen. Hur långt före respektive efter beror av ortens latitud (eftersom den hastighet som dagslängden förändras med beror av denna).
Vid ekvatorn är dagen i stort sett lika lång under hela året. Solen går upp några minuter i sex på morgonen (sann soltid - det vill säga drygt sex tmmar före solens meridianpassage) och ner några minuter efter sex på kvällen. Således är det vid ekvatorn skillnaden mellan vad klockan visar (medelsoltiden) och den sanna soltiden, det vill säga tidsekvationen, som styr. När man avlägsnar sig från ekvatorn är dagarna inte längre lika långa under året och ju längre från ekvatorn man kommer förändras dagslängden alltmer under året tills man når polcirklarna (eller faktiskt strax bortom dessa) där dagslängden varierar mellan noll och 24 timmar - antingen polarnatt eller midnattssol. Denna förändring av dagens längd gör att den hastighet med vilken solens upp- och nedgångar ändras börjar kunna mäta sig med, och till slut överträffar, de förändringar som tidsekvationen genomgår. Detta leder till att tidpunkterna för tidigaste solnedgång och senaste soluppgång närmar sig varandra för att sammanfalla vid vintersolståndet där, strax bortom polcirkeln, som polarnatt förekommer. Mellan latituden för minst ett dygn med polarnatt och polen blir ju den sista gång solen gick ned också den tidigaste nedången, medan den senaste uppgången blir då solen återigen visar sig efter polarnatten. Vid polerna saknar begreppen tidigaste respektive senaste ned- eller uppgång innebörd eftersom solen här endast går upp respektive ner en gång årligen (och dessutom kan man välja fritt i vilken tidszon man befinner sig). Denna effekt är störst på norra halvklotet eftersom tidsekvationens maximum i november och minimum i februari har större belopp än dess maximum och minimum i maj och juli (som befinner sig kring vintersolståndet på södra halvklotet) - på södra halvklotet är således denna "förskjutningseffekt" tydligast vid dettas sommarsolstånd.

Diagram över hur dagslängden varierar under året beroende på latitud. Notera att dagslängden vid ekvatorn är strax över tolv timmar beroende på att dagen börjar och slutar när solskivans överkant bryter den skenbara horisonten (se artikeln Vårdagjämningen för närmare beskrivning).
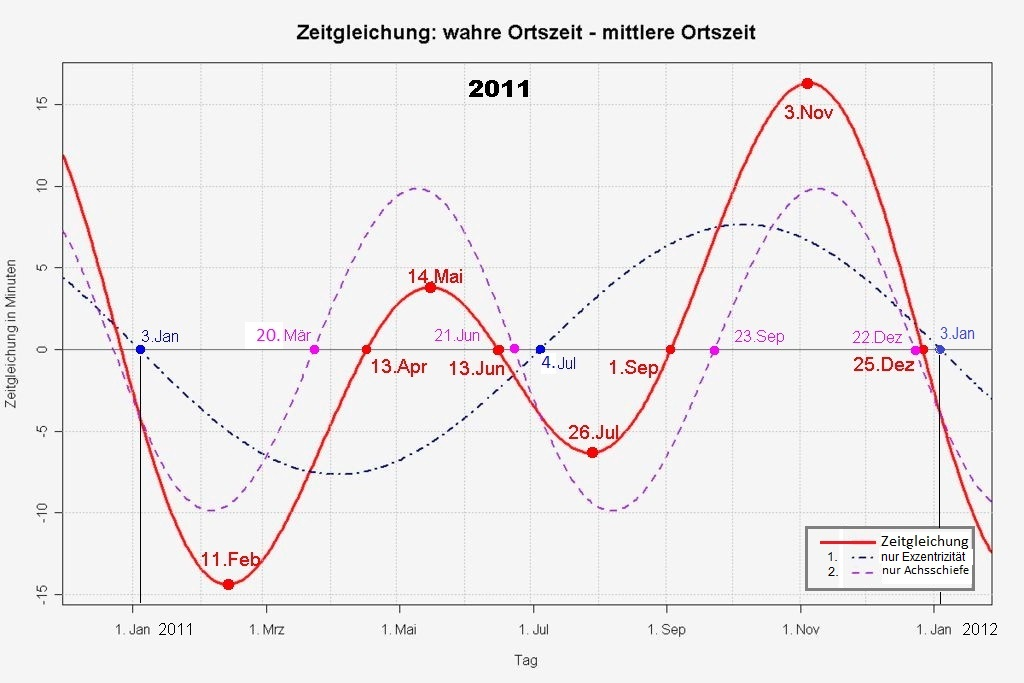
Tidsekvationen (röd heldragen linje) visar skillnaden mellan den sanna soltiden och medelsoltiden. Vänder man upp och ner på diagrammet får man i stället skillnaden mellan medelsoltiden och den sanna soltiden - vilket överensstämmer ganska väl med solens uppgång i Libreville till höger.
Tidpunkt (medelsoltid - alltså vad klockan visar) för soluppgången under året i Libreville, Gabon som ligger strax norr om ekvatorn. Här dominerar tidsekvationen eftersom dagslängden är i stort sett densamma under året. Senaste soluppgång ligger därför i februari nära tidsekvationens minimum, medan tidigaste soluppgång (och därmed även tidigaste solnedång, eftersom dagslängden är i stort sett densamma under året) ligger i november intill ekvationens maximum.
Diagram över tidpunkten för solens nedgång under året på olika latituder på norra halvklotet.
Tidigaste solnedgång (blå linje) och senaste soluppgång (röd linje) beroende på latitud i förhållande till solstånden. Att "växlingen" sker strax söder om ekvatorn beror på att tiden (vintern) mellan norra halvklotets höstdagjämning (i september) och dess vårdagjämning (i mars) är några dagar kortare än ett halvt år (och därigenom även en följd av att tidsekvationens beloppsmässigt största maximum och minimum ligger runt det norra halklotets vintersolstånd).
Solens uppgång (orange), solens nedång (blå) och dagens längd (röd) vid 40° N kring ett vintersolstånd (gult) som infaller den 22 december ungefär mitt på dagen. Tidsekvationen (grön) avbildas också. Notera också att dagslängdens förändring sker både genom en senare soluppgång och en tidigare solnedgång före vintersolståndet (och omvänt efter detta) i förhållande till den sanna soltiden. Således behöver tidsekvationen bara "kämpa" emot ungefär halva förändringen i dagslängd vad solens upp- och nedgångstider beträffar.